# Roberto Longo (Radsportler)
Roberto Longo (* 3. Dezember 1984) ist ein ehemaliger italienischer Radrennfahrer.
Roberto Longo erhielt 2007 einen Vertrag beim italienischen ProTeam Lampre-Fondital, bei dem er bis zum Ende der Saison 2008 blieb. Bei der Polen-Rundfahrt 2007 gewann er mit seinem Team das Mannschaftszeitfahren zum Auftakt und übernahm damit die Führung in der Gesamtwertung.